# Otis George
Otis Michael George (Roseau, 7 maggio 1982) è un ex cestista dominicense.

## Carriera
Dopo una stagione nella lega di sviluppo D-League, George è ingaggiato dalla Junior Casale Monferrato con cui gioca per due annate (15,1 punti e 11,4 rimbalzi di media al suo secondo anno in Piemonte). Per la stagione 2008-09 firma con l'ambiziosa Reyer Venezia, squadra con un rendimento sotto le attese che non si qualificherà neppure per i play-off.
Nel 2009 cerca di mettersi in mostra all'Hoops Kentucky Pro Am Tournament, mentre nel 2010 vola nel campionato sudcoreano dove ha parentesi con due squadre diverse. Nel 2011 torna in D-League, un anno più tardi è di scena con i dominicani del Cañeros del Este. Nel 2012-2013 torna nella Legadue italiana giocando una stagione con la maglia di Upea Capo d'Orlando, chiudendo con 13,9 punti e 9 rimbalzi di media.
Nel gennaio 2014 viene firmato dal Minas Tênis Clube a metà della NBB6, il massimo campionato brasiliano. Con il club di Belo Horizonte disputa 15 gare con una media di 12,1 punti e 6,5 rimbalzi a partita, senza però portare la squadra ai play-off.